# Karbid
Et karbid eller carbid (Kemisk Ordbog) er en kemisk forbindelse mellem kulstof (carbon) og et andet grundstof (et metal, bor eller silicium), hvor forbindelsen i fast form ikke danner molekylgitter. Stoffer som CH4, CO2, CS2 og CCl4 henregnes derfor ikke til carbiderne. Karbiderne kan være opbygget enten i iongitre og atomgitre eller metalgitre (se molekylgitre).

## Eksempler på karbider
Af saltagtige karbider kan nævnes calciumcarbid, CaC2. Dette og andre acetylider indeholder C22-, der er en stærk base, og disse salte giver da også C2H2 ved reaktion med så svag en syre som H2O (vand er en amfolyt, hvilket betyder at det både kan have syre- og baseegenskaber). Der kendes også carbider, der med H2O giver CH4, f.eks. aluminiumcarbid, Al4C3, der også er opbygget af ioner.
De karbider, der er opbygget i atomgitre eller metalgitre, hører nærmest hjemme i den uorganiske kemi. Det er meget hårde stoffer, og en del af disse carbider er kemisk meget inaktive. Disse karbiders formler svarer ikke altid til det ud fra det traditionelle valensbegreb forventelige, f.eks. har cementit – det jerncarbid, der kan forekomme i carbonholdigt stål – formlen Fe3C. Se også Borkarbid (B4C).

## Fremstilling af karbider
Karbider fremstilles ofte ved kraftig opvarmning af en blanding af det tilsvarende oxid og koks.
Calciumkarbid (CaC2) fremstilles ved sammensmeltning af brændt kalk og koks ved 2200° i en elektrisk lysbueovn. Calciumkarbid, i daglig tale "karbid", er udgangspunkt for fremstilling af bl.a. kalkkvælstof, et vigtigt kunstgødningsmiddel, samt fabrikation af acetylen, der er udgangspunkt for fremstilling af adskillige plastmaterialer. Mange karbider besidder stor hårdhed og styrke, f.eks. titan-, molybdæn- og wolframkarbider, der udgør en vigtig bestanddel af mange hårdmetaltyper, bl.a. anvendt til skærende værktøjer. 

## Særlig anvendelse
Til emnet karbid hører også den gamle karbidlygte, en særlig lygtekonstruktion, hvori calciumkarbid og vand bringes til at reagere under dannelse af acetylen, som antændes og lyser med et kraftigt hvidt lys. Opfindelsen har for mange år tilbage bl.a. været brugt på cykler, hvor man en mørk aften nogle gange har været nødt til at stoppe og tisse i lygten, for at få karbiden til at udvikle mere acetylen, og man atter har kunnet finde sin vej hjem.
Desuden bruges karbid i dag bl.a. også til bekæmpelsen af muldvarpe, da de ikke kan tåle acetylen.